# Azua (tỉnh)
Azua là một tỉnh của Cộng hòa Dominica.

## Các đô thị và các huyện đô thị
Đến thời điểm ngày 20 tháng 10 năm 2006, tỉnh này được chia thành đô thị (municipio) và các huyện đô thị (distrito municipal - D.M.):
| - Azua de Compostela - Barreras (D.M.) - Barro Arriba (D.M.) - Clavellina (D.M.) - Emma Balaguer Viuda Vallejo (D.M.) - Las Barias-La Estancia (D.M.) - Las Lomas (D.M.) - Los Jovillos (D.M.) - Puerto Viejo (D.M.) - Estebania - Guayabal - Las Charcas - Hatillo (D.M.) - Palmar de Ocoa (D.M.) - Las Yayas de Viajama - Villarpando (D.M.) - Padre Las Casas - Las Lagunas (D.M.) - La Siembra (D.M.) - Los Frios (D.M.) - La Cañita (D.M.) - Peralta - Sabana Yegua - Ganadero (D.M.) - Proyecto 4 (D.M.) - Pueblo Viejo - El Rosario (D.M.) - Tabara Arriba - Amiama Gómez (D.M.) - Los Toros (D.M.) - Tábara Abajo (D.M.) |

Dưới đây là danh sách các đô thị và các huyện đô thị với dân số theo điều tra năm 2008.
| Tên                  | Tổng dân số | Dân số đô thị | Dân số nông thôn |
| -------------------- | ----------- | ------------- | ---------------- |
| Azua de Compostela   | 214.019     | 156.815       | 57.204           |
| Estebania            | 20.484      | 11.897        | 8.587            |
| Guayabal             | 13.026      | 7.010         | 6.016            |
| Las Charcas          | 17.456      | 10.187        | 7.269            |
| Las Yayas de Viajama | 15.891      | 8.433         | 7.458            |
| Padre Las Casas      | 38.569      | 17.589        | 20.980           |
| Peralta              | 23.208      | 11.981        | 11.227           |
| Pueblo Viejo         | 12.009      | 6.589         | 5.420            |
| Sabana Yegua         | 48.568      | 23.598        | 24.970           |
| Tábara Arriba        | 18.591      | 8.968         | 9.623            |
| Azua province        | 421.821     | 263.067       | 158.754          |